# Playas de El Rebeón y de Castro
Las playas de El Rebeón y de Castro se encuentra en el concejo asturiano de Cudillero, España, y pertenece a la localidad de Lamuño. La playa de El Rebeón tiene forma de concha, una longitud de unos 80 m y una anchura media de 15 m y escasa arena gruesa y oscura con muchos cantos rodados y afloramiento de rocas, y la de Castro, que está al este de la de El Rebeón, tiene la misma forma, medidas y lecho. La urbanización es rural y escasa, así como su grado de ocupación. Están incluidas en la Costa Occidental de Asturias.
Para acceder a estas playas hay que cruzar el pueblo de Lamuño hasta donde se termina el aglomerado asfáltico. A partir de aquí hay que tomar una pista de tierra que va hasta «punta Austera» que es una atalaya de vistas espectaculares desde donde se domina la playa de El Rebeón. En este lugar comienza el descenso a pie, largo y complicado. A unos 50 m se bifurca; si se toma el camino de la derecha se llega hasta la «isla de El Rebeón» pasando por la de Castro. Si se toma el de la izquierda hay que atravesar un bosque de eucaliptos y siguiendo hacia el oeste se pueden ver unos bellos paisajes de las dos playas.
Muy cerca se pueden realizar sendas sobre los acantilados tomando las precauciones necesarias. Está muy próximo el «castro de La Cavona». Si se baja a las playas, las actividades recomendadas son la pesca submarina y la deportiva o recreativa a caña. Solo hay un aparcamiento muy pequeño a la salida del pueblo de Lamuño hacia el norte.